# Allodioxys
Allodioxys är ett släkte av bin. Allodioxys ingår i familjen buksamlarbin.
Kladogram enligt Catalogue of Life:
| Allodioxys | \| \| Allodioxys ammobius \| \| \| \| \| \| Allodioxys limbifera \| \| \| \| \| \| Allodioxys moricei \| \| \| \| \| \| Allodioxys schulthessi \| \| \| \| |
|            | \| \| Allodioxys ammobius \| \| \| \| \| \| Allodioxys limbifera \| \| \| \| \| \| Allodioxys moricei \| \| \| \| \| \| Allodioxys schulthessi \| \| \| \| |
|            | Allodioxys ammobius |
|            | |
|            | Allodioxys limbifera |
|            | |
|            | Allodioxys moricei |
|            | |
|            | Allodioxys schulthessi |
|            | |